# Brandon Railroad
Die Brandon Railroad (AAR reporting mark: BRR), bis 2006 Brandon Corporation (BRAN), ist eine Rangier-Eisenbahngesellschaft im US-Bundesstaat Nebraska. Die Gesellschaft ist im Besitz von Rail Car America (RCA), einer Tochter von The Greenbrier Companies.
Die Gesellschaft betreibt ein Gleisnetz von rund 3 km in South Omaha auf dem Schlachthausgelände der früheren Union Stock Yards of Omaha. Übergänge bestehen zur BNSF Railway und zur Union Pacific Railroad.
Mit dem Wandel in der fleischverarbeitenden Industrie in den 1960er und 1970er Jahren wurde das Schlachthausgelände weitgehend bedeutungslos. Infolge des Verkaufs des Gebietes an die Canal Capital Corporation wurde der Betrieb der South Omaha Terminal Railway (Tochterunternehmen der Union Stock Yards) 1978 eingestellt. 
Die Interstate Commerce Commission ordnete deshalb einen Notservice für das Gebiet an. Aus diesem Grund nahm am 4. April 1978 die Brandon Corporation auf 28 km Gleislänge den Betrieb auf. 1996 besaß die Gesellschaft dafür vier Lokomotiven (eine ALCO S-1, eine ALCO S-3, eine ALCO C-415 und eine EMD NW2). 2006 waren nur noch die NW2 sowie eine EMD GP7 im Bestand.
1981–1982 betrieb die Gesellschaft unter der Bezeichnung „Brandon Corporation-West“ die frühere Strecke Bellville–Manhattan der Chicago, Rock Island and Pacific Railroad (Rock Island).
Zum 6. September 2006, im Nachgang der Übernahme von RCA durch The Greenbriers Companies, wurde die Brandon Corporation in die Brandon Railroad umgewandelt.